# Toshima (Insel)
Toshima (jap. 利島) ist eine vulkanische Insel im Pazifischen Ozean. Sie gehört zu den japanischen Izu-Inseln und wird durch die Tokio-Metropol-Regierung verwaltet. Toshima ist ein Teil des Fuji-Hakone-Izu-Nationalparks und befindet sich zwischen Izu-Ōshima, der größten der Izu-Inseln, und Niijima.
Die mit dem Gipfel des Miyatsuka (宮塚山, -yama) bis zu 508 m hohe Insel hat Abmessungen von 2,0 × 2,4 km und ist mit einer Fläche 4,12 km² nach Shikine-jima die zweitkleinste bewohnte Insel der Izu-Inselkette. Der letzte Ausbruch des Stratovulkans liegt 4000 bis 9000 Jahre zurück.
Ungefähr 341 Menschen leben auf Toshima im gleichnamigen Dorf. 80 Prozent der Insel sind von Kamelienfeldern bedeckt. Von November bis März ist ein Großteil der Insel von den Kamelienblumen rot gefärbt. Die Insel beheimatet auch die Lilium platyphyllum, die größte Lilie in der Welt. Der Haupterwerbszweig auf Toshima ist die Fischerei. Es gibt auch Ansätze von Landwirtschaft und Tourismus.